# Conus interruptis
Conus interruptis é uma espécie de gastrópode do gênero Conus, pertencente a família Conidae.